# Oryzaephilus fauveli
Oryzaephilus fauveli is een keversoort uit de familie spitshalskevers (Silvanidae). De wetenschappelijke naam van de soort werd in 1890 gepubliceerd door Edmund Reitter.